# Cryptocarya meisnerana
Cryptocarya meisnerana är en lagerväxtart som beskrevs av D.G. Frodin. Cryptocarya meisnerana ingår i släktet Cryptocarya och familjen lagerväxter. Inga underarter finns listade i Catalogue of Life.